# Ascosacculus heteroguttulatus
Ascosacculus heteroguttulatus är en svampart som först beskrevs av S.W. Wong, K.D. Hyde & E.B.G. Jones, och fick sitt nu gällande namn av J. Campb., J.L. Anderson & Shearer 2003. Ascosacculus heteroguttulatus ingår i släktet Ascosacculus och familjen Halosphaeriaceae.   Inga underarter finns listade i Catalogue of Life.